# アナトミー2
『アナトミー2』（原題: Anatomie 2, 英題: Anatomy 2）は、2003年のドイツの映画。

## キャスト
| 役名         | 俳優                     | 日本語吹替 |
| ------------ | ------------------------ | ---------- |
| ヨー         | バーナビー・メチュラート | 鉄野正豊   |
| ミューラー   | ヘルベルト・クナウプ     | 楠見尚己   |
| ヴィクトリア | ハイケ・マカッシュ       | 朴璐美     |
| ハーゲン     | ローマン・クニッツカ     | 若林久弥   |
| リー         | ロージー・アルバレス     | 百々麻子   |

- その他の日本語吹き替え：綱島郷太郎／加瀬康之／北村允志／船木真人／大西健晴／佐藤あかり／永田博丈／蓮池龍三／野村須磨子／みやざこ夏穂／牛村友哉／倉持良子／青山桐子